# حوض‌خانه

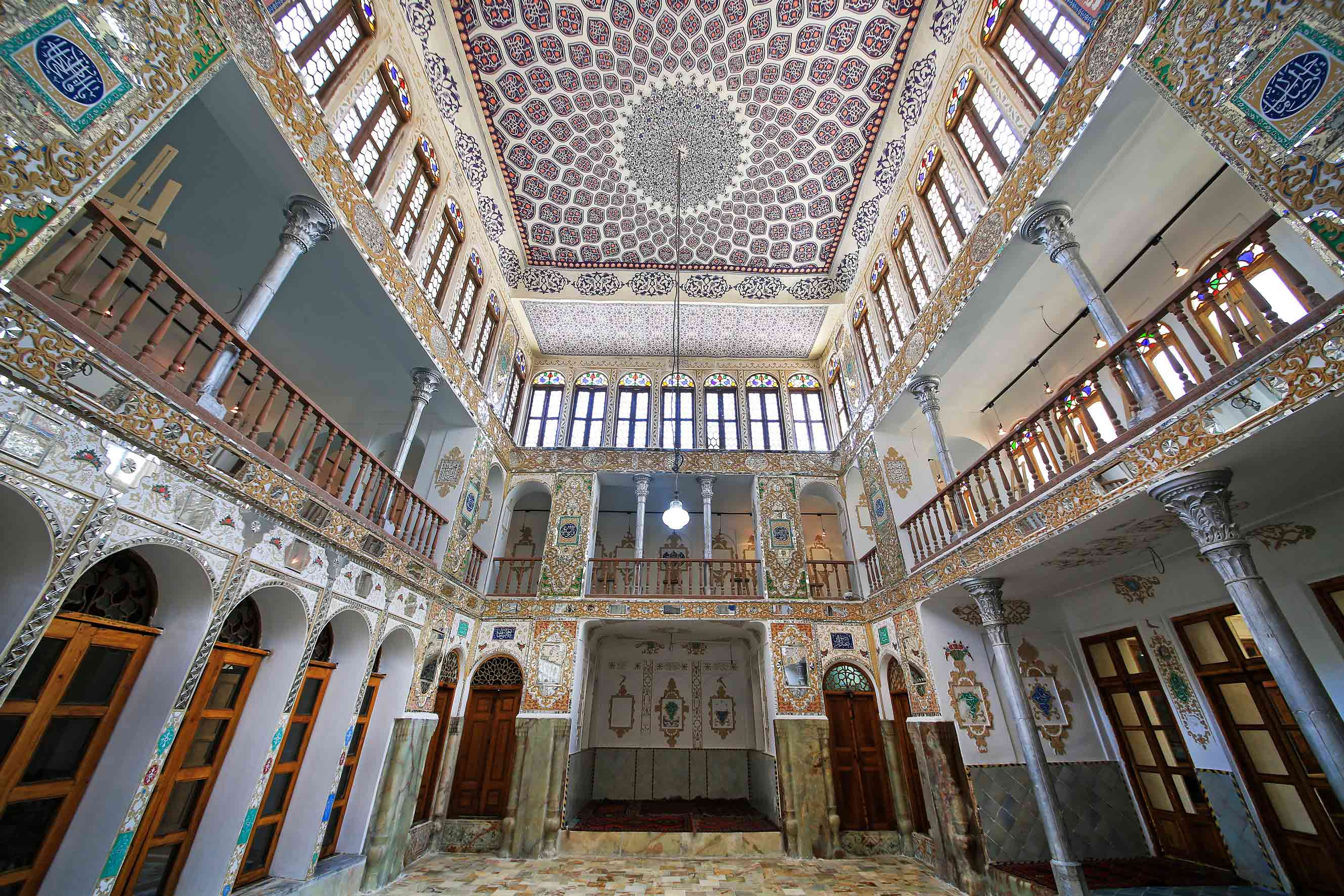
حوض‌خانه خانه مشیرالملک

حوضخانه فضایی تابستان‌نشین است و معمولاً شکل هشت‌گوش دارد. در خانه مشیر الملک مرتفع‌ترین و زیباترین آن و در خانه فروغ الملک و بصیری و دو نمونه دیگر آن دیده می‌شود.معمولا در نواحی گرم و خشک ایران در داخل ساختمان فضایی سرپوشیده و مرتفع در نظر میگرفتند با حوض آبی در مرکز، و بادگیرهایی که باد را به این فضا هدایت میکردند از این رو مکانی مناسب برای روزهای گرم تابستان به شمار میرفت که به آن تابستان نشین نیز میگفتند .از ویژگیهای دیگر این فضا ارتباط کارآمد آن با دیگر فضاهای ساختمان است.

## کاربردها
علاوه بر کاربردهای یاد شده نقش مهمی در طراحی کلی فضاها ایفا می‌کرده، در خانه فروغ الملک حوضخانه ان بخش‌های اندرونی و بیرونی را به هم پیوند داده‌است. حوضخانه بصیری نیز چند حیاط آن را به نحوی زیبا به هم پیوند داده‌است.